# Porte San Niccolò
La porte San Niccolò (porte Saint-Nicolas) est une porte d'accès des fortifications de Florence située au niveau de la Piazza Giuseppe Poggi (it), dans le quartier de l'Oltrarno à Florence. La porte a été érigée en 1324.
Son aspect défensif avec son haut crénelé pour défendre les passages par l'ancien pont San Niccolò peut lui attribuer la dénomination courante de Torre San Niccolò complétée sur l'autre rive par la Torre della Zecca. Le ponte di San Niccolò proche est une structure nouvelle construite en léger amont de l'ancien pont.

## Description
La tour et sa porte ont été élaborées d'après les modèles d'Arnolfo di Cambio pour les murs d'enceinte de Florence. Ces murs ont été, pour l'essentiel, détruits au XIXe siècle, pour la rénovation urbanistique de la ville, le Risanamento. Cette tour a été épargnée, en partie à cause de sa vue panoramique sur la ville qui comporte 160 marches jusqu'à son sommet.

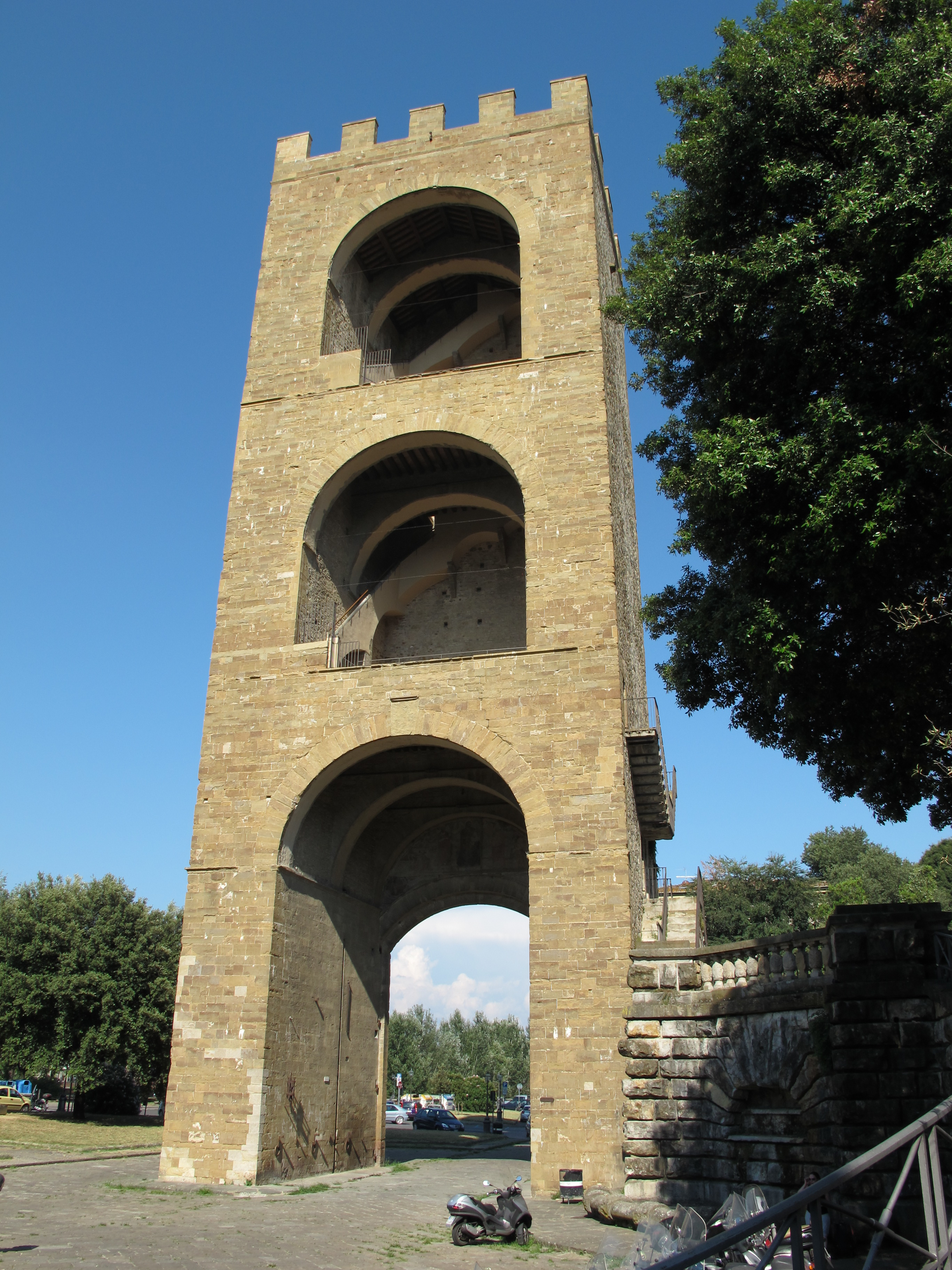
Façade sud (interne).